# Langen bei Bregenz
Langen bei Bregenz é um município da Áustria, situado no distrito de Bregenz, no estado de Vorarlberg. Tem 21,85 km² de área e sua população em 2019 foi estimada em 1.446 habitantes.